# Cratere Teknaf
Teknaf è un cratere sulla superficie di Marte.